# Kolumna Selendera w Policach nad Metují
Kolumna Selendera w Policach nad Metují – kolumna w miejscowości Police nad Metují.
Kolumna postawiona w 1617 z inicjatyw opata Wolfganga Selendera (1602–1619)  przy ul. Komenskeho 2. Na każdej stronie postumentu kartusz z herbami Selendera z Prošovic (wschodnia) klasztoru broumovskiego (północna), klasztoru břevnovskiego (południowa), monodram MF pod koroną (zachodnia) oznaczający w łac.  Meis Fidelis (Moim wiernym) lub władców Macieja Habsburga, Ferdynanda II Habsburga.

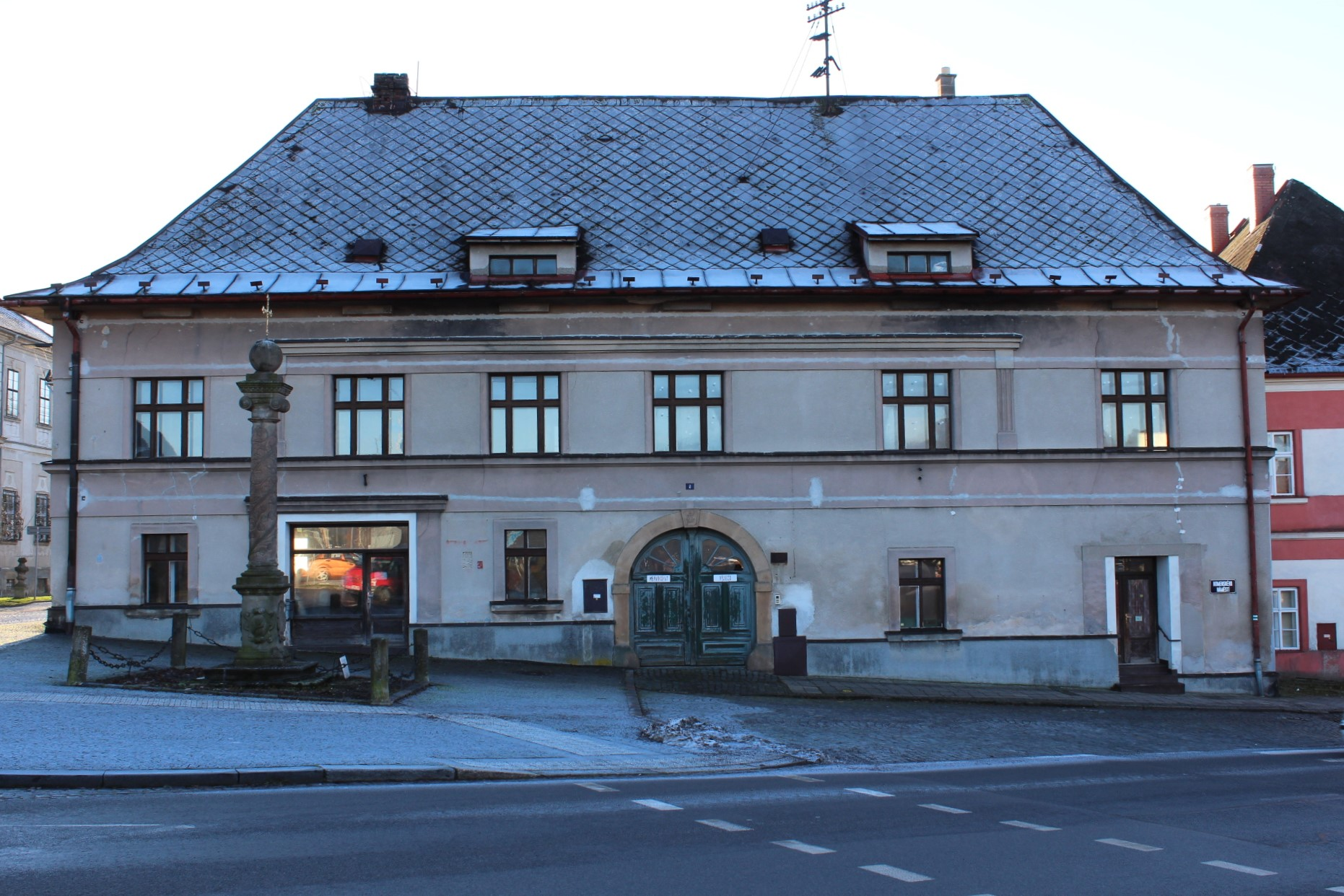
Dom przy kolumnie